# 1. Badener Beachvolleyball Verein
Der 1. Badener Beachvolleyball Verein (BBV) ist ein Sportverein für Beachvolleyballspieler in Baden bei Wien. Der Verein wurde 2001 gegründet.
Zu den Vereinsmitgliedern gehören Clemens Doppler, Alexander Horst, Katharina Schützenhöfer und Lena Plesiutschnig. Das BBV-Frauenteam mit Isabel Haas / Rebecca Rihs und Sophie Haselsteiner / Astrid Bauer gewann im Juni 2021 in Klagenfurt die österreichische Vereinsmeisterschaft.